# Дзигунский, Михаил Яковлевич
Михаил Яковлевич Дзигунский (1921—1944) — лейтенант Рабоче-крестьянской Красной Армии, участник Великой Отечественной войны, Герой Советского Союза (1945).

## Биография
Михаил Дзигунский родился 15 мая 1921 года в селе Цибулев Липовецкого уезда Киевской губернии (ныне — посёлок в Монастырищенском районе Черкасской области Украины) в крестьянской семье. Получил неполное среднее образование, после чего работал на Цибулевском сахарном заводе. В апреле 1940 года Дзигунский был призван на службу в Рабоче-крестьянскую Красную Армию. С июня 1941 года — на фронтах Великой Отечественной войны. В 1942 году окончил курсы младших лейтенантов. К маю 1944 года лейтенант Михаил Дзигунский командовал взводом 1372-го стрелкового полка 417-й стрелковой дивизии 51-й армии 4-го Украинского фронта. Отличился во время освобождения Севастополя.
7 мая 1944 года в ходе штурма Сапун-горы Дзигунский со своим взводом первым ворвался во вражеские траншеи и в завязавшейся схватке лично уничтожил 20 солдат и офицеров противника. Взводу удалось захватить три дота. Когда огонь немецкого пулемёта затормозил наступление взвода, Дзигунский подобрался к нему и накрыл его своим телом, погибнув при этом. Взводу благодаря этому удалось продолжить наступление. Дзигунский был похоронен на кладбище посёлка Дергачи в Севастополе.
Указом Президиума Верховного Совета СССР от 24 марта 1945 года за «мужество, отвагу и героизм, проявленные в борьбе с немецкими захватчиками», лейтенант Михаил Дзигунский посмертно был удостоен высокого звания Героя Советского Союза. Также был награждён орденом Ленина и медалью. Навечно зачислен в списки личного состава воинской части.
В честь Дзигунского названы улицы в Севастополе и Цибулеве. Его подвиг отражён в диораме «Штурм Сапун-горы».